# سقراط پری
سقراط پری (انگلیسی: Sócrates Parri؛ زادهٔ ۱۶ دسامبر ۱۹۶۶) بازیکن فوتبال اهل اسپانیا است.
از باشگاه‌هایی که در آن بازی کرده‌است می‌توان به باشگاه فوتبال آلباسته بالومپیه اشاره کرد.